# Geshot Peak
Der Geshot Peak ist ein 6272 Meter hoher Gipfel im Nanga-Parbat-Massiv im  pakistanischen Sonderterritorium Gilgit-Baltistan. Weitere (veraltete) Bergnamen sind Toshe III und Toshain III.

## Lage
Der Geshot Peak befindet sich im äußersten Südosten des Himalaya, 19,5 km westsüdwestlich des Achttausenders Nanga Parbat. Ein Bergkamm führt vom Nanga Parbat in Richtung Westsüdwest über den Mazeno-Grat zum Geshot Peak. Dieser liegt im äußersten Westen des Gebirgskamms. Nach Nordosten führt ein Berggrat zum Toshe IV (6045 m). Nach Südosten zum etwa einen Kilometer entfernten Toshe II (6335 m) und weiter zum Sarwali Peak (6424 m) führt ein weiterer Berggrat. Unterhalb der Ostflanke liegt das Nährgebiet des Toshegletschers, ein Tributärgletscher des Rupalgletschers. Ein etwa 6 km langer Bergsporn führt vom Geshot Peak in Richtung Westnordwest, ein weiterer 4 km langer Bergsporn nach Westen. Unterhalb der Nordwest-, der West- und der Südflanke liegen die Nährgebiete dreier kleinerer Gletscher, die in früheren Zeiten Tributärgletscher des sich stark zurückziehenden Jalharigletschers waren.

## Besteigungsgeschichte
Die Erstbesteigung des Geshot Peak gelang Simon Messner am 29. Juni 2019. Das Gebiet wurde über das nordwestlich gelegene Bunar-Tal erreicht. Ursprünglich war geplant, die Besteigung zu viert zu unternehmen, darunter mit seinem Vater Reinhold Messner. Aufgrund widriger Wetterverhältnisse entschied sich Simon Messner, die Besteigung alleine durchzuführen. Ausgangspunkt war ein auf 4600 m Höhe angelegtes Lager. Die Aufstiegsroute führte über den nordwestlichen Bergsporn und die Westwand zum Gipfel. Zuvor gab es offenbar schon Besteigungsversuche polnischer und kanadischer Expeditionen.